# Bryum campylopodioides
Bryum campylopodioides är en bladmossart som beskrevs av C. Müller 1896. Bryum campylopodioides ingår i släktet bryummossor, och familjen Bryaceae. Inga underarter finns listade i Catalogue of Life.